# Pol Vesli
Pol Vesli (engl. Pol Wasilevski, 23. jul 1982) je američki glumac poznat po ulozi Stefana Salvatorea iz tinejdžerske serije Vampirski dnevnici koja je počela sa emitovanjem 10. septembra 2009. kao i po seriji Fallen. Prva srpska televizija je 14. novembra 2011. godine počela emitovati Vampirske dnevnike.

## Život pre popularnosti
Pol je rođen u Nju Bransviku, Nju Džerzi, roditelja Agneske i Tomasa Wasilewski a odrastao u Marlboru, Nju Džerzi. Ima stariju sestru Moniku, i dve mlađe, Džuliju i Leu. Pol je usavršavao engleski jezik sve do 16 godine u Poljskoj, a poljski veoma dobro govori.
Vesli je pohađao Christian Brothers Academy u Linkroftu, Nju Džerzi i Marlboro srednju školu. Za vreme dok je bio u srednjoj školi, Pol je kandidovan da u sapunici Guilding Light (Vodilja) igra Maksa Nikersona. Prebačen je iz Marlboro srednje škole u Lakewood Prep School u Hovelu, Nju Džerzi jer je ta škola mogla da ispuni njegove prioritete. Ovde je diplomirao 2000. godine, a zatim počeo studirati na Rutgers univerzitetu u Nju Džerziju, ali je otišao nakon prvog semestra uz podršku roditelja, jer mu je bilo ponuđeno mnogo uloga. On je odlučio da se oproba u glumačkim vodama jer ga je gluma veoma privlačila i hteo je da joj posveti pažnju.

## Lični život
Pol, u slobodno vreme voli da igra hokej na ledu. On je izrazio želju i interesovanje za režiranje i pisanje. Vesli se oženio svojom dugogodišnjom devojkom, glumicom iz serijala Pretty Little Liars, Tori Devito, aprila 2011. I van kamera voli da provodi vreme sa svojim kolegama iz serije Vampirski dnevnici, Ijanom Somerhalderom i Ninom Dobrev. U Julu 2013, Pol i Tori su se razveli.

## Uloge
Igrao je u serijalima 24,8 Simple Rules(8 jednostavnih pravila), American Dreams(Američki snovi), ''Army Wives(Vojska žena), Cane(Trska), Everwood, Guilding Light(Vodilja), Smallville, The O.C. i Wolf Lake(Vučje jezero). Film u kome će se pojaviti kao glavni lik jeste adaptacija Romeo i Julija planiran je za snimanje u septembru 2012. Snimio je veliki broj filmova i serija. Uloga Stefana u seriji Vampirski dnevnici mu je donela najveću popularnost.

## Filmografija
| Godina | Naziv filma | Uloga | Beleške |
| ------ | ----------- | ----- | ------- |
| 2004.  |             |       |         |
| 2005.  |             |       |         |
| 2006.  | 9           |       |         |
| 2006.  |             |       |         |
| 2006   |             |       |         |
| 2008.  |             |       |         |
| 2009   |             |       |         |
| 2009.  |             |       |         |
| 2012.  |             |       |         |

## Nagrade
Godine 2010, Pol je na Teen Choice Awards u kategorijama za Najbolju Mušku Ulogu i Glumca fantastike odneo pobedu. Za to je zaslužna njegova uloga u seriji Vampirski dnevnici. Godine 2011. je nominovan za Glumca fantastike i u kategoriji Vampir.